# Litteraturåret 1967

## Händelser
- April – Göteborg, Sverige får ett modernt stadsbibliotek.[1]
- 30 maj – Gabriel García Márquez roman Hundra år av ensamhet utges.[2]
- 14 november – Astrid Lindgren-priset delas ut för första gången.
- okänt datum – Ferry Radax är klar med ett filmporträtt av H. C. Artmann.

## Priser och utmärkelser
- Nobelpriset – Miguel Ángel Asturias, Guatemala[3]
- ABF:s litteratur- & konststipendium – Kent Andersson
- Aftonbladets litteraturpris – Björn Håkanson
- Astrid Lindgren-priset – Åke Holmberg
- Bellmanpriset – Gunnar Ekelöf, Östen Sjöstrand
- BMF-plaketten – Per Olof Sundman för Ingenjör Andrées luftfärd
- Carl Emil Englund-priset – Bo Carpelan för 73 dikter
- Dan Andersson-priset – Emil Hagström
- De Nios Stora Pris – Werner Aspenström, Per-Erik Rundquist och Carl Fries
- Doblougska priset – Björn-Erik Höijer, Sverige och Ragnvald Skrede, Norge
- Eckersteinska litteraturpriset – Märta Weiss
- Elsa Thulins översättarpris – Thomas Warburton
- Goncourtpriset – André Pieyre de Mandiargues
- Hugopriset – Robert A. Heinlein
- Landsbygdens författarstipendium – Gunnar Adolfsson och Eva Waldemarsson
- Litteraturfrämjandets stora pris – Jan Fridegård
- Litteraturfrämjandets stora romanpris – Birgitta Trotzig
- Nordiska rådets litteraturpris – Johan Borgen, Norge för Nye noveller
- Schückska priset – E.N. Tigerstedt
- Signe Ekblad-Eldhs pris – Willy Kyrklund
- Svenska Akademiens stora pris – Jan Fridegård
- Svenska Akademiens översättarpris – Allan Bergstrand
- Svenska Dagbladets litteraturpris – Sven Lindqvist för Myten om Wu Tao-Tzu
- Sveriges Radios Lyrikpris – Harry Martinson
- Tidningen Vi:s litteraturpris – Werner Aspenström, Folke Isaksson, Ing-Marie Eriksson, Willy Kyrklund och Kent Andersson
- Östersunds-Postens litteraturpris – Carl-Göran Ekerwald
- Övralidspriset – Eyvind Johnson

## Nya böcker

### A – G
- Bokens vecka av Folke Fridell
- Bäste herr Evander av Per Gunnar Evander
- Den gamle mannen och officeren av Mircea Eliade
- Den röda gåvan och andra noveller av Stina Aronson
- Elektra. Kvinna år 2070 av Ivar Lo-Johansson
- Fallet Myglaren av Jan Myrdal
- Förberedelser till flykt och andra berättelser av Lars Gustafsson
- Förrädarland av Vilhelm Moberg

### H – N
- Hundra år av ensamhet av Gabriel García Márquez
- Hungersöndag av Elsa Grave
- Ingen i hela världen av Bosse Gustafson
- Ingenjör Andrées luftfärd av Per Olof Sundman[4]
- Inlandsbanan av Erik Beckman[4]
- Kärleksdikter av Hjalmar Gullberg
- Lokomotivet som frös fast av Gunnar Harding (debut)
- Mannen på balkongen av Maj Sjöwall och Per Wahlöö[4]
- Mariamne av Pär Lagerkvist
- The mind parasites av Colin Wilson
- Moraliteter av Jan Myrdal
- Nattresa av Sven Delblanc

### O – U
- och nu! av Göran Sonnevi
- Om icke vetekornet av Ngũgĩ wa Thiong'o
- Oändlig natt av Agatha Christie
- Pukehornet av Kerstin Ekman
- På tro och loven av Martin Perne
- Rosemarys baby av Ira Levin
- Sabbatsår av Emil Hagström
- Salikons rosor av Astrid Lindgren[5]
- Skrållan och sjörövarna av Astrid Lindgren[6]
- Tre stigar av Jan Fridegård
- Åshöjdens bollklubb av Max Lundgren[4]

### V – Ö
- Vägvisare till underjorden av Gunnar Ekelöf

## Födda
- 20 januari – Alexander Ahndoril, svensk författare.
- 16 februari – Katarina von Bredow, svensk författare.
- 14 april – Anna Dunér, svensk författare och skribent.
- 21 april – Christine Falkenland, svensk författare.
- 15 maj – Mårten Westö, finlandssvensk författare, journalist och översättare.
- 18 maj – Nina Björk, svensk författare, debattör, journalist och litteraturkritiker.
- 16 juni – Aase Berg, svensk poet och skribent.
- 30 juni – Marie Norin, svensk författare och översättare.
- 31 juli –  Nina Bouraoui, fransk författare.
- 13 augusti – Amélie Nothomb, belgisk författare.
- 16 augusti – Ulrika Jonsson, brittisk TV-programledare, skådespelare och författare.
- 28 november – Anna Nicole Smith, amerikansk modell, skådespelare och författare.

## Avlidna
- 15 januari – Paul Lundh, 76, svensk författare.
- 2 mars – Sven Björkman, 50, svensk skådespelare, författare, kåsör, manusförfattare, kompositör, sångtextförfattare.
- 13 mars – A Gunnar Bergman, 63, svensk författare och journalist.
- 5 april – Johan Falkberget, 87, norsk författare.
- 17 april – Gustav Hedenvind-Eriksson, 86, svensk författare.
- 10 juni – Gösta Sjöberg, 86, svensk journalist, tidningsman, författare och manusförfattare.
- 4 juli – Stieg Trenter, 52, svensk journalist och deckarförfattare.
- 22 juli – Carl Sandburg, 89, amerikansk författare av svenskt ursprung.
- 19 augusti – Hugo Gernsback, 83, amerikansk science fiction-författare.
- 24 september – Robert van Gulik, 57, holländsk deckarförfattare, doktor i sinologi och diplomat.
- 14 oktober – Marcel Aymé, 65, fransk författare.
- 17 november – Bo Bergman, 98, svensk diktare och ledamot i Svenska Akademien.
- 29 november – Levi Rickson ('Jeremias i Tröstlösa'), 99, svensk författare, kompositör, journalist och textförfattare.
- 30 november – Patrick Kavanagh, 63, irländsk poet.

### Fotnoter
1. ↑  75 år Sverige, Carl-Adam Nycop, Bra Böcker, 1976, sidan 199 - Kulturcentrum i Göteborg
2. ↑  ”One Hundred Years of Solitude, 50 years on” (på engelska). The Guardian. https://www.theguardian.com/books/booksblog/2017/may/30/one-hundred-years-of-solitude-50-years-on.
3. ↑  ”Nobelpriset i litteratur”. https://www.nobelprize.org/prizes/lists/all-nobel-prizes-in-literature/. Läst 20 mars 2011.
4. 1 2 3 4  Gradvall, Nordström, Nordström, Rabe, Jan, Björn, Ulf, Anina. Tusen svenska klassiker. Norstedts Förlagsgrup. Läst 12
5. ↑  ”Astrid Lindgren”. http://www.astridlindgren.se/verken/bocker/antologier. Läst 21 mars 2011.
6. ↑  ”Astrid Lindgren”. http://www.astridlindgren.se/verken/bocker/bilderbocker. Läst 21 mars 2011.